# Romain Febvre
Romain Febvre (Épinal, Francia, 31 de diciembre de 1991), es un piloto de motocross francés.

## Trayectoria
Compite  en el Campeonato Mundial de Motocross en la categoría MXGP. Antes de dar el salto al mundial Febvre ya había destacado en las categorías infantiles, en 2007 ganó el campeonato francés de Supermoto en la categoría de 125cc, en 2011 se proclamó campeón de Europa de motocross en la categoría de 250cc. Desde 2012 hasta 2014 compitió en la categoría de MX2 con las marcas KTM y Husqvarna consiguiendo el último año la tercera posición en el campeonato de pilotos como mejor resultado.
En 2015 da el salto a MXGP demostrando una notable consistencia consigue ese año el título como rookie con el equipo Yamaha convirtiéndose en el primer piloto francés ganador de la categoría reina, hasta 2019 llevó el dorsal 461. 
En 2020 ficha por Kawasaki con la marca nipona ha conseguido 2 subcampeonatos en 2021 y 2023 actualmente porta el dorsal 3. 
Con el equipo de Francia ha ganado las ediciones (2015, 2016, 2017 y 2023) del Motocross de las naciones.

## Palmarés
- Campeón de Europa en 2011 de 250cc.
- Campeón del Mundo en 2015 de MXGP.[4][5]